# Maniac (película de 2012)
Maniac es una película de horror del año 2012 dirigida por Franck Khalfoun y escrita por Alexandre Aja y Grégory Levasseur. Se trata de una nueva versión de la película de 1980 del mismo nombre y cuenta con las estrellas Elijah Wood como Frank Zito, un individuo perturbado que se convierte en un despiadado asesino en serie. La película también está coprotagonizada por Nora Arnezeder, Jan Broberg y América Olivo. Un preestreno fue lanzado el 25 de marzo de 2012.

## Argumento
Frank Zito (Elijah Wood) es un hombre con problemas mentales que vive con su madre, Ángela (América Olivo), ya en su edad adulta, lo que convierte en una persona solitaria. Poco después de la muerte de su madre, Frank comienza a ir en una matanza con un profundo deseo de arrancar el cuero cabelludo a mujeres inocentes y jóvenes, colocándolo en los maniquíes con los que trabaja, tratando de revivir momentos vividos con su madre. Frank se convierte en un asesino en serie profesional, pero empieza a tener momentos difíciles con su trabajo cuando conoce y se hace amigo de una mujer llamada Anna (Nora Arnezeder), una artista que está empezando a abrir una exposición de arte. Cuando una relación se forma entre los dos, Frank comienza a luchar por lo que realmente quiere: otro cuero cabelludo para su colección o el amor verdadero; terminando como vencedor su maniático deseo, por los problemas que pasan en su relación, mayormente provocados por Rita (Jan Broberg), su asesora, a la cual mata

## Elenco
- Elijah Wood como Frank.
- Nora Arnezeder como Anna.
- Liane Balaban como Judy.
- América Olivo como la madre de Frank, Angela.
- Jan Broberg como Rita.
- Morgane Slemp como Jenna.
- Megan M. Duffy como Lucie.